# Counter-Strike
Counter-Strike (CS) is een zeer populaire teamgebaseerde tactische first-person shooter. Het spel kwam in juni 1999 uit als een modificatie (mod) van het computerspel Half-Life. In 2000 was versie 1.0 bereikt en werd het een officiële mod van Half-Life. In 2002 was Counter-Strike het eerste spel waarbij Valve Anti-Cheat werd gebruikt. Het spel werd in 2004 ook nog overgezet naar de Xbox maar bereikte hier veel minder succes. Inmiddels is er een kleine serie Counter-Strike spellen die bestaat uit de oorspronkelijke versie, Counter-Strike: Condition Zero , Counter-Strike: Source en Counter-Strike: Global Offensive.
In het spel zijn er twee groepen spelers die het tegen elkaar opnemen, de "Terrorists" (Terroristen) en de "Counter-Terrorists" (Antiterreureenheid). Het spel speelt zich af in een wereld die in het spel een "map" heet. Winnen kan door de gehele tegenpartij uit te schakelen, of door doelstellingen (objectives) te behalen.
De afgelopen jaren is Counter-Strike de meest gespeelde first-person shooter geweest, in 2002 waren er meer dan 30.000 servers en vaak meer dan 60.000 spelers online. Tegenwoordig zijn er meer dan 80.000 spelers en meer dan 40.000 servers online. Maandelijks worden door 2,3 miljoen spelers bijna 4 miljard minuten gespeeld. In 1999 kwam de eerste publieke versie online, het feit dat Counter-Strike sinds die tijd mateloos populair is kan bijzonder worden genoemd.

## Geschiedenis
19 juni 1999 was de dag waar de eerste Counter-Strike beta het levenslicht zag. Minh Le ("Gooseman") en Jess Cliffe ("Cliffe") zijn de makers van deze eerste versie. Het spel werd al snel populair en werd regelmatig geüpdatet. Binnen een half jaar kwam 'Beta' versie 5.0 uit, de tiende update. Tegen die tijd zagen de makers van Half-Life (Valve) de potentie van de modificatie. Ze vroegen de makers zich aan te sluiten bij Valve en een officiële Half-Life-mod te worden. Dit gebeurde ook. Versie 1.0 is in november 2000 uitgebracht, dit was de eerste versie die geen beta meer was. De laatste versie van de klassieke versie van Counter-Strike stamt uit september 2003, dit is versie 1.6. Tot 1.5 werd Counter-Strike gespeeld via een service die WON heette. Vanaf 1.6 wordt gebruikgemaakt van het Steam netwerk. Het WON netwerk werd in 2004 gesloten waardoor alle spelers moesten overstappen.
In een poging om wat geld te verdienen aan CS werd het spel geporteerd (overgezet) naar de Xbox. In het spel is een singleplayermodus, waar kon worden gespeeld tegen bots, het belangrijkste deel van het spel is echter het online gedeelte. Over Xbox Live kan net als bij de pc-versie tegen online tegenstanders worden gestreden. De kosten voor Xbox Live en het kleinere publiek hebben ertoe geleid dat de Xbox-versie van Counter-Strike nooit echt populair is geworden.
De tweede commerciële versie van Counter-Strike was het langverwachte en vaak uitgestelde Counter-Strike:Condition Zero (ook wel CS:CZ). Tijdens de ontwikkeling van het spel is gewisseld van ontwikkelaar, waardoor CS:CZ pas op 23 maart 2003 uitkwam. CS:CZ bood het klassieke CS in dezelfde engine maar in een nieuw jasje. Het vele uitstellen heeft ervoor gezorgd dat Condition Zero geen groot succes is geworden.
In maart 2005 is Counter-Strike: Source uitgekomen. Net als Half-Life 2 draait het spel volledig op de zogenaamde Source Engine die nog betere graphics mogelijk maakt. Voordat het spel uitkwam moest er nog worden geëxperimenteerd met een bètaversie dat een jaar vertraging en veel boze gamers tot gevolg heeft gehad. De nieuwste versie van Counter-Strike is Counter-Strike: Global Offensive en is uitgekomen op 21-08-2012.

### Counter-Strike: Source
In 2004 kwam Half-Life 2 ten tonele, de alom geroemde Half-Life engine werd vervangen door de Source engine. In tegenstelling tot Day of Defeat heeft Counter-Strike direct een Source versie van het spel ontwikkeld. Deze versie is door het oude CS-team ontwikkeld, met hulp van Valve en het Day of Defeat-team.
Het spel is er vooral grafisch erg op vooruit gegaan, maar ook de physics zijn erg verbeterd. Over Counter-Strike: Source is echter binnen de Counter-Strike community veel discussie over of CS:Source beter is dan zijn voorganger. Deels komt dit door de hogere systeemeisen, het klassieke CS had extreem lage systeemeisen omdat de engine uit 1998 kwam. Een ander punt van discussie is de gameplay (de samenhang en verloop van het spel).
Het spel zelf heeft enkel kleine veranderingen ondergaan, zo is het (controversiële) schild dat in 1.6 was geïntroduceerd niet meegenomen naar CS:Source. De maps zijn grotendeels gelijk gebleven maar zijn gevuld met extra objecten zoals tonnen, kratten, stoelen, en prullenbakken, dit noemt men ook wel "props". Deze objecten kunnen worden verplaatst door erop te schieten of door een granaat er naar af te werpen, dit maakt het spel iets flexibeler maar in theorie verandert het spel niet.
Op dit moment zijn er 14 standaard CS:Source maps, de meeste zijn aangepaste versies van de klassieke Counter-Strike maps. In de loop van de tijd zijn er extra maps bijgekomen, waaronder een nieuwe versie van de_inferno en cs_assault maar ook compleet nieuwe maps als cs_compound en de_port.
Onlangs is ook HDR (High Dynamic Range) toegevoegd aan de nieuwste map die is uitgebracht voor CS:Source: cs_militia. HDR is een beeldverbeterende functie, net als Anisotropische Filtering en Anti-aliasing. Deze functies eisen nog meer van de videokaart. Ook staat gepland om de 14 andere maps te voorzien van HDR. Veel "gewone" mensen hebben zelf CS:S mappen in elkaar gezet voor hun eigen game-server. Deze worden gedownload door spelers en door andere servers weer verder gebruikt. Een voorbeeld hiervan is 'de_legoblast'. Er is laatst een extra functie toegevoegd aan CS:Source: Dynamic Weapon Pricing. Deze functie creëert het vraag- en aanbod-effect in het spel, waardoor veel gekochte wapens duurder worden en minder vaak gekochte wapens goedkoper. Het gevolg van deze functie is dat wapens die bijna niemand normaal koopt voor een veel lagere prijs te koop zullen zijn dan normaal, en daardoor zal het wapen weer meer verkocht worden. Andersom werkt dit ook, de veel gebruikte Desert Eagle is flink in prijs gestegen waardoor veel mensen toch voor een ander wapen kiezen. Dynamic weapon pricing kan ook worden uitgeschakeld met een server-cvar.

## Het spel
Zoals gezegd strijden in het spel twee groepen spelers tegen elkaar. De Counter-Terrorists (Antiterreureenheid, ook wel CT's) en de Terrorists (Terroristen, ook wel T's). Het spel vindt plaats in een wereld die ook wel een "map" heet. Het spel wordt gespeeld in verschillende rondes; een ronde kan op drie manieren eindigen. Dit kan als een van de twee teams een objective heeft gehaald; als een van de teams de tegenpartij heeft gedood of als de maximumtijd voor een ronde is overschreden. In principe spelen de twee teams met een gelijk aantal spelers. De teams "spawnen" (worden in de wereld gezet) tegelijkertijd op de "buyzone" (de zone waar de wapens en uitrusting kunnen worden gekocht); hier kunnen gedurende bepaalde korte tijd wapens worden gekocht. Geld kan worden verdiend op meerdere manieren, het doden van een tegenstander levert $300 op, als het team wint krijgt iedere speler $3500, bij verlies van de ronde krijgt iedere speler van dat team $1500. Spelers die gedurende de ronde niet doodgaan houden hun wapen en uitrusting de volgende ronde. Van de spelers die doodgaan kan gedurende de ronde het wapen dat gedragen werd worden opgepakt, dit kan ook van en door spelers van het andere team.

### Originele speltypen
Iedere map heeft een eigen speltype, dit zijn de speltypen van Counter-Strike. Als er voor de naam van de map "de" staat is het bomb Defusal, als er "cs" voor staat is het hostage rescue en als er "as" voor staat is het assassination.
Er zijn ook niet officiële speltypen, zoals "fy" (fight yard, cs-ers zeggen meestal fun), "kz" (klim, kz komt af van kreedz), "aim" (richt), "awp" (map voor een bepaald soort wapen in het spel), "ka" (mes), "surf" ("surfen": het glijden over schuine blokken), "gg" (GunGame), "zm" (Zombie Mod) maar die zijn later toegevoegd door fans die zelf maps kunnen maken dankzij Valve Hammer Editor. (VHE is onderdeel van de originele HL SDK met FGD bestanden die speciaal gemaakt zijn voor CS. Voor CS:s gebruikt men de Source SDK die nog constant geüpdatet wordt.)
Sommige van deze speltypes vereisen speciale plug-ins en/of instellingen op de server om gespeeld te kunnen worden.

#### Bomb Defusal
Binnen deze modus spawnt een van de terroristen met een rugzak waar een bom in zit, in het spel heet dit een "bomber". Als het spel goed gespeeld wordt beschermen en begeleiden de medespelers van dat team de speler naar een van de plaatsen waar de bom kan worden geplaatst ("bombspot", meestal zijn er twee "bombspots"), in-game heet dat "planten". Deze zal standaard afgaan na 35 seconden, dit kan servermatig worden aangepast, gedurende de 35 seconden zal de bom piepen, eerst traag achter elkaar en later steeds sneller. De bom zal beschermd moeten worden (De CT's moeten wel weten waar de T's zich meestal verstoppen).
De CT's moeten in eerste instantie zorgen dat de T's de "bombspots" niet bereiken; gebeurt dit toch en planten de T's de bom, dan kunnen de CT's de ronde nog maar op één manier winnen, door de bom te "defusen" (onschadelijk maken), standaard duurt dit 10 seconden. Tijdens deze 10 seconden kan een speler niet rondlopen of gebruikmaken van zijn wapen, het is dus aan te raden dit met meerdere spelers te doen zodat deze bescherming kunnen bieden. Heeft een speler aan het begin van de ronde echter een "Defusekit" (in-game ook wel "defkit") gekocht, dan kan deze speler de bom onschadelijk maken in 5 seconden. Gaat een speler met een Defusekit dood dan zal de defusekit bij het lijk liggen en kunnen worden opgepakt door een teamgenoot die er nog geen heeft. Als de maximumtijd die een ronde mag duren wordt overschreden winnen de CT's. De timer van de rondetijd stopt zodra de bom wordt geplant sinds versie 1.6. Bomb Defusal is het populairste speltype en is dan ook het enige speltype dat wordt gespeeld tijdens "wars" (wedstrijden). De defuse mapnamen beginnen met "de_". Een nieuw fenomeen in de Counter-Strike wereld is het voorkomen van 'ninja-defuses'. Op YouTube staan talloze video's waarin spelers trachten de bom onschadelijk te maken zonder dat de vijand hen gezien heeft, waardoor de naam 'ninja' aan het verschijnsel gegeven is.

#### Hostage
De spelmodus Hostage draait om de zogenoemde "Hostages" (gijzelaars). De terroristen zijn de gijzelnemers en moeten zorgen dat de CT's de gijzelaars niet kunnen bereiken. Doen ze dat toch dan moeten ze proberen te zorgen dat deze de gijzelaars niet kunnen bevrijden.
De Counter-Terrorists kunnen geld verdienen door de hostages te bevrijden, de hostages lopen achter de CT aan tot ze de zone hebben bereikt waar ze vrij zijn. Als alle hostages bevrijd zijn dan krijgt het hele team $ 2400, per bevrijde hostage krijgt de bevrijder $ 1000 cash. Het doden van hostages wordt bestraft door $ 2250 van het huidige bedrag af te trekken. De hostage mapnamen beginnen met "cs_", het is dan ook het eerste speltype dat bestond.

#### Assassination
Het speltype assassination wordt bijna niet meer gespeeld, het is dan ook het minst populaire speltype van de drie die nog gespeeld worden. Een van de CT's begint als VIP, dat betekent dat de speler geen geld kan uitgeven, spawnt met een Heckler und Koch USP .45 met 24 kogels en 200 AP (Armor Points). Hij moet zorgen dat hij ontsnapt, dit kan door een bepaalde zone te bereiken. Door het gebrek aan kogels heeft de VIP echter bescherming nodig, hij kan er niet van uitgaan dat hij alleen de ontsnappingszone kan bereiken. Terroristen moeten logischerwijs zorgen dat de VIP deze zone niet bereikt. Verstrijkt de maximumtijd dan winnen de Terroristen. De Assassination mapnamen beginnen met "as_". Een andere bijzonderheid is dat de teams niet over alle wapens kunnen beschikken.

### Niet-officiële speltypen

#### Escape
Terroristen kunnen in dit speltype geen wapens kopen, wel liggen er wapens en uitrusting verstopt ergens in de map. Het doel van de terroristen is om te ontsnappen. Door het doden van alle CT's wint men de ronde niet, alleen als alle levende spelers het ontsnappingspunt bereiken. De CT's moeten voorkomen dat de T's het ontsnappingspunt bereiken door de T's te doden, als de tijd verstrijkt winnen de CT's de ronde.
In de huidige versie van Counter-Strike zit geen Escape map. Het is echter nog wel speelbaar. De naam van de maps met dit speltype beginnen met "es_".

#### Jail
Net als Escape kunnen de Terroristen geen wapen kopen, er liggen ook wapens verstopt in de map. Er zijn vrijwel altijd verborgen wegen in de vorm van vents(ventilatie tunnels) en teleport die vaak naar een locatie leiden waar wapens liggen. De Ct's moeten de T's een opdracht geven zoals 'ga naar locatie x en sta daar stil' luistert deze persoon niet dan wordt deze doodgeschoten. Dit gaat zo door tot er geen T meer is. De T's kunnen rebellen dat wil zeggen dat ze kunnen ontsnappen door de geheimen wegen en wapens kunnen halen en de CT vermoorden. Als er nog 2 T's(aantal kan verschillen per server) over zijn kunnen ze !lr doen. Dit is Last Request en kunnen ze allerlei types doen die ook verschillen per server. Dit type wordt nog redelijk gespeeld en er zijn meer dan genoeg Nederlandse en Benelux servers. De naam van de maps met dit speltype beginnen met "ba_jail"of alleen "ba_"

#### Climb
In deze mappen is het de bedoeling dat de speler naar boven klimt.
Deze maps zijn speciaal gemaakt met hoge punten waardoor met behulp van blokken naar boven geklommen kan worden. Ook zijn ze zo ingesteld dat de speler alleen aan de CT kant kan joinen, zo kunnen mensen niet gedood worden. Gebruik van checkpoints is mogelijk; hierdoor hoeft een speler niet steeds geheel opnieuw te beginnen. De naam van de maps met dit speltype beginnen met "xc_".

#### Surf
In dit speltype kunnen CT's en T's 'surfen' door de map. De CT's en T's beginnen bovenaan en kunnen door hard naar beneden te glijden aan het eind van de map komen. De map bestaat hier dan ook uit grote stukken platte platen. De maps beginnen met surf_.
Deze mappen zijn zeer uitdagend en goed om de verhouding van speler en keyboard te verbeteren.
Deze maps zijn geen officiële maps en gemaakt door fans met de Valve Hammer Editor.

#### Fun/Fightyard
In dit speltype staan de CT'ers en de T'ers tegenover elkaar. De maps zijn vaak klein en hebben vaak kisten en muren staan waar men zich achter kan verschuilen. De bekendste is fy_iceworld en aim_ak-colt (aim_ak_colt).
Deze maps worden het vaakst gemaakt door de fans, het duurt minder lang om ze te maken omdat ze vrij klein zijn en ze geen tactische aspecten bevatten zoals bij de "de" en "cs" maps. (geen chokepoints uitgedacht, enz)

#### Sniper
Bij dit speltype kan een speler bijna nooit wapens kopen. Wel krijgen alle spelers aan het begin van een nieuwe ronde een sniper. De awp komt hier het meest voor omdat het bij veel spelers een geliefd wapen is. Er zijn altijd obstakels die dekking kunnen bieden. Deze maps beginnen met het voorvoegsel "awp_". Awp_map, awp_city en awp_india zijn zowat de bekendste in deze soort.

#### Kreedz
Bij dit speltype is het niet de bedoeling om elkaar neer te schieten. Iedereen begint in hetzelfde team (meestal Counter-terrorist). Het is de bedoeling om naar boven te springen. Dit zijn grote kz_ mappen die zo zijn gemaakt om door moeilijke sprongen te maken en op moeilijke stukken te lopen een weg naar boven te vinden is. Hierbij valt ook nog een onderscheid tussen KZ mappen en BH (bunnyhop) mappen te maken. Bij de bunnyhop hoeft enkel vooruit gesprongen te worden en gaat het vooral om de snelheid. Bij de KZ gaat het vooral om de vaardigheid om nauwkeurig te kunnen springen en alleen voor de gevorderden gaat het bij de KZ om de snelheid en de records verbreken.

#### Zombie
Dit speltype is zeer geliefd bij de meeste spelers. CT's en T's spawnen hier bij elkaar maar zitten in hetzelfde team. Echter 1 iemand spawnt als zombie. Als zombie heeft men vaak alleen een mes, zaklamp en nachtkijker maar meestal behoorlijk wat Health Points (verschilt per server). Als een zombie met zijn mes een mens raakt dan wordt de mens ook een zombie. Het doel van de mensen is om alle zombies te doden, het doel van de zombies is om iedereen in zombies te veranderen. Hierbij is teamwork erg belangrijk, wat vaak voorkomt als mensen op een kluitje zitten is een 'kettingreactie'. Om dit speltype te kunnen spelen hoeft men niets (behalve wat zombie models) te downloaden; alles is "server side". De naam van een zombie map begint met zm_ maar dit hoeft daarom geen zombiespeltype te zijn. De server moet zelf instellen wanneer er met de zombiespeltype wordt gespeeld. De zombie mappen zijn door de verbergplaatsen voor het zombiespeltype geoptimaliseerd en daarin verschillen ze van anderen soorten.

#### DeathMatch
Dit speltype is een van de populairste mods op het gebied van CS. CT's en T's "Spawnen" (komen tot leven) op verschillende plekken in de map en krijgen een menuutje met wapens waaruit gekozen kan worden. Na gedood te worden komt men meteen weer tot leven. De meeste maps hiervoor zijn te herkennen aan het DM_ voorvoegsel, in veel gevallen worden standaardmappen zoals de_dust2 gebruikt. Serverbeheerders kunnen spawn-points en items verspreid over de map kunnen plaatsen. Een veel gebruikte ranking mod voor een CSDM server is de Battlefield2 ranking.

#### GunGame
GunGame is een uitbreiding voor CS. Het enige verschil is dat er geen wapenkeuze is. De warmupround en auto respawn blijven. Als extra wordt per x aantal frags een niveau gestegen en wordt een ander wapen gegeven. Het aantal levels, frags en welke wapens die bij het level horen wordt vooraf ingesteld op de server. Dit kan zowel in een vaste als in een willekeurige volgorde zijn. Indien een speler laat het spel binnen komt zal hij automatisch het gemiddelde niveau krijgen.
Een gungame wordt gewonnen als eerst het maximum level uitgespeeld wordt. Dit is meestal nadat een HE granaat een tegenspeler doodt. Daarna volgt een mapvote als de server over een plugin zoals AMX/AMXX beschikt. Het laatste niveau gaat gepaard met een mes als wapen. Gezien de meeste Gun Game maps klein zijn, is dit geen moeilijke taak.
Nu zijn er bepaalde instellingen die het spel nog interessanter maakt. Zo is er de turbo mode en knife pro mode. Doordat velen deze gang van zaken traag vinden staat de turbomodus meestal aan. Hierdoor worden sneller nieuwe wapens uitgedeeld en is het spel sneller gedaan.
In de modus "knife pro" zijn de niveaus onbelangrijk en staat een doding met het mes gelijk aan meerdere kills door vuurwapens.

#### Warcraft
Op sommige servers wordt er de WC3- of Warcraft 3-mod gebruikt, een mod die geïnspireerd is op de game Warcraft 3. Daardoor kunnen spelers kiezen uit een resem van verschillende rassen die elk zijn eigen voordelen heeft, zo hebben de humans (mensen) het voordeel zich onzichtbaar te maken terwijl de undead (ondoden) zich dan weer 8 keer zo snel als andere rassen kunnen voortbewegen. Ook kan men in het WC3-menu voorwerpen of krachten kopen die tevens in Warcraft 3 voorkwamen. Zo kan men bijvoorbeeld speciale schoenen kopen om nog verder te kunnen springen. Net als in het spel moet een hoger niveau bereikt worden door xp (ervaring) te vergaren. In deze versie krijgt men xp door vijanden te doden, gijzelaars te redden, bommen te plaatsen of onschadelijk te maken. Door het grote succes van deze mod is het ook omgezet naar Counter-Strike: Source, waar het concept nog steeds hetzelfde is.

#### Paintball
Dit is een speciale mod waardoor men het gevoel krijgt paintball te spelen. Meestal wordt er gebruikgemaakt van speciale wapen-modellen zodat deze meer op echte paintball wapens lijken. De kogels zijn ook vertraagd, zodat ze duidelijk opgemerkt kunnen worden en men dan nog kan wegduiken. De bedoeling van het spel is het andere team uit te schakelen. Eens geraakt is men uitgeschakeld. De mappen beginnen meestal met pb_ en bevatten veel obstakels om achter weg te duiken.

#### Deathrun
Bij deze mod is het de bedoeling dat de counter-terroristen bij de terroristen geraken. Hiervoor moeten zij eerst een parcours afleggen. Op dit parcours zijn verschillende vallen verborgen. Zij kunnen vanzelf afgaan of door de terroristen met een knop geactiveerd worden. Voorbeelden hiervan zijn de grond die wegvalt of hamers die naar beneden komen. In de vallen en buiten het parcours zal men sterven. De terroristen zullen dus proberen alle counter-terroristen te laten omkomen voor deze hen bereiken. Als deze echter toch erin slagen het parcours te doorlopen, komen zij in een kamer terecht met wapens. Vervolgens kunnen zij een deur of valluik openen om bij de terroristen te komen en deze te vermoorden. Meestal zijn de ct's in de meerderheid (10 tegen 3 ofzo) zodat het spel opgaat. De mappen beginnen met deathrun_ of dr_ (bijvoorbeeld deathrun_horror).